# Elymnias hestinia
Elymnias hestinia är en fjärilsart som beskrevs av Hans Fruhstorfer 1911. Elymnias hestinia ingår i släktet Elymnias och familjen praktfjärilar. Inga underarter finns listade i Catalogue of Life.